# Stefan Zisser
Stefan Zisser (Bolzano, 26 marzo 1980) è un dirigente sportivo ed ex hockeista su ghiaccio italiano di ruolo attaccante.

## Carriera

### Club
Cresciuto nell'EV Bozen 84, Zisser si trasferì già nel 1996 in Finlandia, nelle giovanili della squadra del TPS Turku. Dopo tre stagioni e parte della quarta fece il suo ritorno in Italia, nell'HC Bolzano, con cui vinse lo scudetto 1999-00.
Al termine di quella stagione passò all'Hockey Club Junior Milano Vipers dove rimase fino alla fine della stagione 2002, vincendo uno scudetto ed una Supercoppa italiana.
Dal campionato 2002-03 si è stabilmente legato all'Hockey Club Bolzano, con il quale vinse tre scudetti, tre Coppa Italia e tre edizioni della Supercoppa italiana. Nell'estate del 2013 Zisser fu riconfermato ancora una volta dal Bolzano, iscrittosi a partire dalla stagione 2013-14 alla prima divisione austriaca, la EBEL. Con la maglia degli altoatesini vinse la EBEL 2013-2014.
Il contratto col Bolzano non venne rinnovato al termine della stagione 2014-2015, e Zisser annunciò il ritiro.

### Nazionale
Con la Nazionale maggiore fece il proprio esordio quando ancora giocava in Finlandia, il 2 aprile 1999 contro la Slovenia. Con la maglia azzurra disputò, a livello giovanile, i mondiali U-20 del 1999 e del 2000. Con quella maggiore, oltre a numerose amichevoli, prese parte ai mondiali maggiori del 2000, 2002 e 2010, i mondiali di prima divisione del 2003, 2004, 2005 e 2009 (questi ultimi due vinti), ed ai XX Giochi olimpici invernali.

### Dopo il ritiro
Nel giugno del 2018 è stato eletto presidente del comitato altoatesino della Federazione Italiana Sport del Ghiaccio. Nello stesso anno è stato poi nominato dalla FISG direttore delle squadre nazionali.

## Palmarès

### Club
- Campionato italiano: 5

Bolzano: 1999-2000, 2007-2008, 2008-2009, 2011-2012
Milano Vipers: 2001-2002
- Campionato austriaco: 1

Bolzano: 2013-2014
- Coppa Italia: 3

Bolzano: 2003-2004, 2006-2007, 2008-2009
- Supercoppa italiana: 5

Milano Vipers: 2001
Bolzano: 2004 2007, 2008, 2012

### Nazionale
- Campionato mondiale di hockey su ghiaccio - Prima Divisione: 2

Paesi Bassi 2005, Polonia 2009